# Clancy Hayes
Clancy Hayes (* 14. November 1908 in Caney (Kansas) als Clarence Leonard Hayes; † 3. März 1972 in San Francisco) war ein US-amerikanischer Musiker (Jazzgesang, Banjo, Gitarre, Perkussion, Piano, Schlagzeug) und Songwriter des New-Orleans-Jazz-Revivals in San Francisco, bekannt auch unter dem Spitznamen „Swingin´ Minstrel“.

## Leben und Wirken
Clancy Hayes begann seine Karriere in seinem Heimatstaat Kansas; er lebte kurze Zeit in Parsons (Kansas); die Stadt wurde Thema seines frühen Songs „The Parsons, Kansas Blues“. 1926 zog er nach San Francisco und wurde schon bald ein bekanntes Mitglied der dortigen Jazzszene; später trat er regelmäßig bis in die 1950er Jahre in Radiosendungen lokaler Sender in San Francisco auf. Ab 1938 gehörte er zwei Jahre lang als Sänger, Banjospieler und gelegentlich auch als Perkussionist Lu Watters’ Yerba Buena Jazz Band an, die die führende Formation des Dixieland Revival dieser Jahre war. Hayes war auch an den Aufnahmen der Gruppe mit Bunk Johnson (1944) beteiligt („Careless Love Blues“).
Hayes begann schon früh ab 1946, seine Musik selbst aufzunehmen, so entstanden auf einem frühen Tonbandgerät unbegleitete Aufnahmen, Sessions mit verschiedenen Musikern in Clubs oder für Radiostationen. Diese erst 2001 erschienenen Bänder enthalten auch von ihm geschriebene Songs wie „George Washington, Abraham Lincoln, Ulysses S., Robert E. Lee“. Zu hören ist er außerdem neben Gitarre und Banjo als Ragtime-Pianist, Schlagzeuger und Perkussionist auf dem Waschbrett.
In den 1950er Jahren war er mit Turk Murphy und Lu Watters einer der Hauptvertreter des Revival Jazz, trat auch mit Louis Armstrong, Jack Teagarden und Earl Hines auf und spielte eine 78er für Mercury Records mit dem Les Paul Trio ein, „Nobody But You“ und „On The Street of Regret“. Lange Zeit gehörte er auch Bob Scobeys Frisco Jazz Band an, bis er nach 1959 mit eigenen Gruppen arbeitete.
In den 1960er Jahren spielte Hayes auch mit den Revival-Formationen Firehouse Five Plus Two, Turk Murphy, einem Vorläufer von The World’s Greatest Jazz Band und eigenen Gruppen, denen auch der Pianist Ralph Sutton angehörte.
Unter eigenem Namen entstanden auch Aufnahmen für Verve (1950), Audio Fidelity (1960), Good Time Jazz (1963), Delmark, ABC-Paramount und Fat Cat Jazz (1969). Sein Repertoire waren Saloon-Songs wie „Ace in the Hole“, „Wise Guy“ und „Silver Dollar“; Hayes komponierte auch seinen einzigen Hit „Huggin' and Chalkin'“, den Hoagy Carmichael aufnahm; Hayes selbst spielte ihn mit Bob Scobeys Band ein. Er starb im März 1972 in San Francisco an Kehlkopfkrebs, nachdem er kurz zuvor – seiner Simme beraubt – noch einige Piano-Rags eingespielt hatte.

## Diskographische Hinweise
- Satchel of Song: Clancy Hayes' Private Collection Vol. 1, 1939-1972 (San Francisco Traditional Jazz Foundation, ed. 2001)
- Clancy Hayes Sings/Lu Watters And His Jazz Band (Verve Down Home Serie, 1950, ed. ca. 1956)
- Bob Scobey's Frisco Jazz Band w/ Clancy Hayes (RCA, 1955)
- Swingin' Minstrel (Good Time Jazz, 1956)
- Clancy Hayes & The Salty Dogs: Oh! By Jingo (Delmark, 1964)
- Live at Earthquake McGoon's (ABC Records, 1969)
- Clancy Hayes / Tommy Gwaltney / the Blues Alley Cats (1972)